# Asnans-Beauvoisin
Asnans-Beauvoisin és un municipi francès situat al departament del Jura i a la regió de Borgonya - Franc Comtat. L'any 2007 tenia 673 habitants.

## Demografia

### Població
El 2007 la població de fet d'Asnans-Beauvoisin era de 673 persones. Hi havia 284 famílies de les quals 68 eren unipersonals (24 homes vivint sols i 44 dones vivint soles), 116 parelles sense fills, 84 parelles amb fills i 16 famílies monoparentals amb fills.
La població ha evolucionat segons el següent gràfic:
Habitants censats

### Habitatges
El 2007 hi havia 321 habitatges, 287 eren l'habitatge principal de la família, 26 eren segones residències i 8 estaven desocupats. 289 eren cases i 32 eren apartaments. Dels 287 habitatges principals, 249 estaven ocupats pels seus propietaris, 37 estaven llogats i ocupats pels llogaters i 1 estava cedit a títol gratuït; 4 tenien una cambra, 11 en tenien dues, 40 en tenien tres, 84 en tenien quatre i 148 en tenien cinc o més. 250 habitatges disposaven pel capbaix d'una plaça de pàrquing. A 117 habitatges hi havia un automòbil i a 147 n'hi havia dos o més.

### Piràmide de població
La piràmide de població per edats i sexe el 2009 era:
| Homes | Edats   | Dones |
| ----- | ------- | ----- |
| 0     | 95 o +  | 0     |
| 4     | 90 a 94 | 0     |
| 0     | 85 a 89 | 4     |
| 4     | 80 a 84 | 4     |
| 16    | 75 a 79 | 16    |
| 8     | 70 a 74 | 8     |
| 32    | 65 a 69 | 32    |
| 16    | 60 a 64 | 24    |
| 20    | 55 a 59 | 32    |
| 24    | 50 a 54 | 20    |
| 32    | 45 a 49 | 20    |
| 20    | 40 a 44 | 24    |
| 12    | 35 a 39 | 8     |
| 16    | 30 a 34 | 16    |
| 12    | 25 a 29 | 12    |
| 24    | 20 a 24 | 4     |
| 20    | 15 a 19 | 36    |
| 8     | 10 a 14 | 12    |
| 12    | 5 a 9   | 8     |
| 8     | 0 a 4   | 8     |

## Economia
El 2007 la població en edat de treballar era de 411 persones, 298 eren actives i 113 eren inactives. De les 298 persones actives 277 estaven ocupades (155 homes i 122 dones) i 21 estaven aturades (8 homes i 13 dones). De les 113 persones inactives 53 estaven jubilades, 18 estaven estudiant i 42 estaven classificades com a «altres inactius».

### Ingressos
El 2009 a Asnans-Beauvoisin hi havia 291 unitats fiscals que integraven 673 persones, la mediana anual d'ingressos fiscals per persona era de 17.243 €.

### Activitats econòmiques
Dels 18 establiments que hi havia el 2007, 1 era d'una empresa de fabricació d'altres productes industrials, 7 d'empreses de construcció, 3 d'empreses de comerç i reparació d'automòbils, 1 d'una empresa d'hostatgeria i restauració, 2 d'empreses immobiliàries i 4 d'empreses de serveis.
Dels 11 establiments de servei als particulars que hi havia el 2009, 2 eren tallers de reparació d'automòbils i de material agrícola, 1 guixaire pintor, 1 fusteria, 2 lampisteries, 2 electricistes, 1 empresa de construcció, 1 restaurant i 1 agència immobiliària.
L'únic establiment comercial que hi havia el 2009 era un supermercat.
L'any 2000 a Asnans-Beauvoisin hi havia 22 explotacions agrícoles que ocupaven un total de 1.378 hectàrees.

## Poblacions més properes
El següent diagrama mostra les poblacions més properes.